# ساختمان اسکان
ساختمان‌های اِسکان به ساختمان‌های سه‌گانه‌ای گفته می‌شود که در ضلع شمال‌شرقی چهارراه میرداماد و خیابان  ولی‌عصر (خیابان پهلوی سابق) قرار گرفته‌اند. این ساختمان‌ها دارای ۴ طبقه تجاری در زیر و ۲۳ طبقه مسکونی روی آنها هستند که طبقه‌های نخستین آن مشترک است. بلندای این ساختمان‌ها از صفر خیابان میرداماد تا روی بام حدود ۹۰ متر است و تا پیش از ساخت برج سپهر بلندترین برج‌های تهران بودند.

## تاریخچه

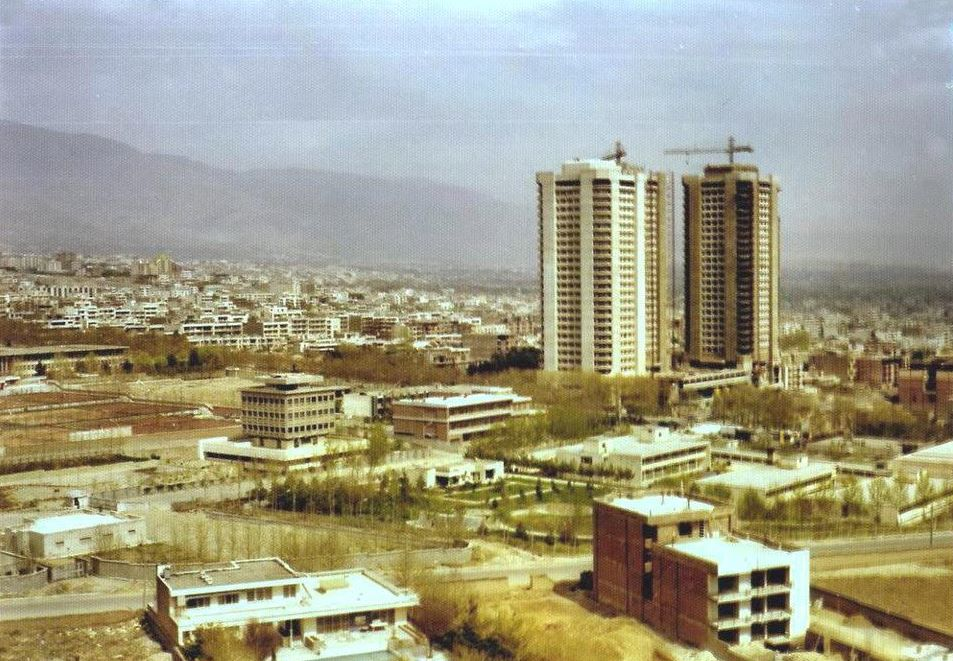
در حال ساخت (۱۳۵۳)

این مجموعه توسط شرکت اسکان ایران میان سال‌های ۱۳۵۱ تا ۱۳۵۶ ساخته شد. این شرکت، بنیانگذاری‌شدهٔ سال ۱۳۴۸ بوده و از آغاز کار، پروژه‌های متعددی در زمینه‌های بلندمرتبه‌سازی، خانه‌سازی، عملیات راه‌باند (پل، تونل و آزادراه)، فرودگاه‌سازی و عملیات خاکی را به مرحلهٔ اجرا درآورد.
این برج‌های توسط موشه باشان، معمار اسرائیلی طراحی و با پيمان كاری شركت «سولل بونه» متعلق به اتحاديه كارگران اسرائیل به پایان رسید. سهامداران اصلی شرکت سازنده، اسرائیلی بودند.

## مشخصات
تعداد ۹۰ واحد مسکونی در ۲۳ طبقه از هر برج قرار دارد که به‌طور منظم، به صورت ۴ واحد در ۲۲ طبقه و نیز ۲ واحد در طبقه بیست و سوم ساخته شده‌اند. واحدهای دوخوابه متراژهایی معادل ۱۸۰/۵ مترمربع، سه‌خوابه‌ها ۲۰۵/۲۵ متر مربع و چهار خوابه‌ها ۲۳۰ متر مربع دارند، واحدهای طبقه آخر ۴۲۳ متر مربع مساحت دارد. هر واحد شامل سالن پذیرایی، اتاق‌های خواب استاندارد، آشپزخانه دارای انباری، بالکن بزرگ، رختشویخانه، حمام و یک اتاق مستخدم با امکانات کامل و مستقل است. سه طبقهٔ کامل به اضافه دو نیم طبقهپارکینگ مسکونی مستقل برای این برج تعبیه شده که از همکف به پایین شامل ۳۰۰ واحد پارکینگ به همراه ۲۰۰ واحد انباری می‌باشد. شوتینگ، زباله‌سوز و تصفیه‌خانه فاضلاب از دیگر امکانات این سازه هستند. موتورخانه، که در دههٔ ۹۰ نوسازی شده‌است. ساختمان شامل سه دستگاه بویلر، سه دستگاه چیلر، پمپ‌های آب، سامانهٔ برق اظطراری، آتش‌نشانی، ردیاب دود، مرکز تلفن، منبع آب اضطراری در پشت‌بام و سه دستگاه آسانسور باربر و نفربر است که برای هر برج تعبیه شده‌اند. طبقهٔ تراس، استخر بزرگسالان و استخر کودکان را در خود جای داده‌است.

## مرکز خرید اسکان
مرکز خرید اسکان یکی از مراکز خرید معروف تهران است که واقع در تقاطع خیابان‌های ولیعصر و میرداماد در پایین برج اسکان می‌باشد. این مرکز با ۴٬۷۰۰ متر مربع مساحت برای ۴۰ واحد دفتر تجاری دو طبقه مستقل و همچنین ۶۰ واحد تجاری، در دو طبقه با فضایی باز و با حوضچه‌ای به قطر ۱۰ متر در طبقهٔ پایین طراحی شده‌است. دو طبقهٔ زیرزمین و همکف دارای ۶۰ باب مغازه با مساحت‌های مختلف هستند. پارکینگ‌های اداری و تجاری مستقل از پارکینگ‌های مسکونی، در پنج نیم طبقه از همکف به بالا طراحی شده و شامل ۱۶۰ واحد پارکینگ و ۶۰ واحد انباری تجاری-اداری می‌باشد. وجود شعبات بانک‌های گوناگون در این مرکز از ویژگی‌های آن است. وجود دفاتر تجاری با متراژهای گوناگون از حدود بیست و پنج متر تا حدود پانصد متر در دو طبقهٔ بالایی پاساژ از ویژگی‌های دیگر این مجموعهٔ تجاری ماندگار است. همچنین وجود صرافی‌های متعدد مجاز در طبقات مختلف مرکز خرید اسکان از ویژگی‌های شناخته‌شدهٔ این مرکز بوده و به‌عنوان بورس مالی شمال شهر تهران از آن یاد می‌شود.